# خوزه گومس موستلیر
خوزه گومس موستلیر (انگلیسی: José Gómez Mustelier؛ زادهٔ ۲۸ ژانویهٔ ۱۹۵۹) بوکسور اهل کوبا بود.